# Paul Sorvino
Paul Anthony Sorvino (n. 13 aprilie 1939, Bensonhurst⁠(d), New York, SUA – d. 25 iulie 2022, Florida, SUA) a fost un actor american. Sorvino portretizează adesea personaje autoritare aflate în cele două tabere adverse ale legii. Probabil este cel mai bine cunoscut pentru rolul lui Paulie Cicero, un portret al lui Paul Vario în filmul cu gangsteri din 1990 Băieți buni (Goodfellas) sau pentru rolul sergentului Phil Cerreta din serialul TV Law & Order. A fost tatăl actriței Mira Sorvino.

## Filmografie
- Where's Poppa? (1970) - proprietar al 'Gus & Grace's Home'
- Cry Uncle! (1971) - Coughing Cop
- Made for Each Other (1971) - tatăl lui Gig
- The Panic in Needle Park (1971) - Samuels
- Dealing: Or the Berkeley-to-Boston Forty-Brick Lost-Bag Blues (1972) - taximetrist
- A Touch of Class (1973) - Walter Menkes
- The Day of the Dolphin (1973) - Curtis Mahoney
- Shoot It Black, Shoot It Blue (1974) - Ring
- King Lear (1974) (TV) - Gloucester
- Tell Me Where It Hurts (1974) (TV) - Joe
- The Gambler (1974) - Hips
- It Couldn't Happen to a Nicer Guy (1974) - Harry Walters
- Angel and Big Joe (1975) - Big Joe
- We'll Get By (serial TV) (1975) - George Platt
- I Will, I Will... for Now (1976) - Lou Springer
- Seventh Avenue (1977) (TV) - Dave Shaw
- Oh, God! (1977) - Reverend Willie Williams
- Bloodbrothers (1978) - Louis "Chubby" De Coco
- Slow Dancing in the Big City (1978) - Lou Friedlander
- The Brink's Job (1978) - Jazz Maffie
- Dummy (1979) (TV) - Lowell Myers
- Lost and Found (1979) - Reilly
- Cruising (1980) - Cpt. Edelsen
- Reds (1981) - Louis Fraina
- Melanie (1982) - Walter
- I, the Jury (1982) - Detectiv Pat Chambers
- A Question of Honor (1982) (TV) - Carlo Danzie
- That Championship Season (1982) - Phil Romano
- Off the Wall (1983) - Warden Nicholas F. Castle
- Chiefs (1983) (TV) - șerif Skeeter Willis
- My Mother's Secret Life (1984) (TV) - Max
- With Intent to Kill (1984) (TV) - Doyle Reinecker
- Surviving: A Family in Crisis (1985) (TV) - Harvey
- Wes Craven's Chiller (1985) - Reverend Penny
- The Stuff (1985) - Col. Spears
- Turk 182! (1985) - Rolul său
- Betrayed by Innocence (1986) (TV) - Mike Vogel
- A Fine Mess (1986) - Tony Pazzo
- Vasectomy: A Delicate Matter (1986) - Gino
- Moonlighting (1986; serial TV - episodul 'The Son Also Rises') - David Addison Sr.
- Almost Partners (1987) (TV) - Detectiv Jack Welder
- The Oldest Rookie (serial TV) (1987–1988) - Det. Ike Porter
- Murder She Wrote (serial TV) (1989) - Al Sidell
- Dick Tracy (1990) - Lips Manlis
- Goodfellas (1990) - Paul Cicero
- Age Isn't Everything (1991) - Max
- Don't Touch My Daughter (1991) (TV) - Lt. Willman
- The Rocketeer (1991) - Eddie Valentine
- The Last Mile (1992) (TV) - The Tenor
- Law & Order (serial TV) (1991–1992) - Sgt. Phil Cerreta
- The Firm (1993) - Tommie Morolto(uncredited)
- A Perry Mason Mystery: The Case of the Wicked Wives (1993) (TV) - Anthony Caruso
- Backstreet Justice (1994) - Captain Phil Giarusso
- Star Trek: The Next Generation (episodul Homeward) (1994) - Nikolai Rozhenko
- Parallel Lives (1994) (TV) - Ed Starling
- Without Consent (aka Trapped and Deceived) (1994) (TV) - Dr. Winslow
- Cover Me (1995) - J.J. Davis
- Nixon (1995) - Henry Kissinger
- Dog Watch (1996) - Delgoti
- Love Is All There Is (1996) - Piero Malacici
- Escape Clause (1996) (TV) - Lt. Gil Farrand
- Romeo + Juliet (1996) - Fulgencio Capulet
- Blue Heat: The Case of the Cover Girl Murders (joc video) (1997) - J.J. Davis
- American Perfekt (1997) - Sheriff Frank Noonan
- Money Talks (1997) - Guy Cipriani
- Men with Guns (1997) - Horace Burke
- Joe Torre: Curveballs Along the Way (1997) - Joe Torre
- Most Wanted (1997) - CIA Deputy Director Kenny Rackmill
- Dead Broke (1998) - Harvey
- Bulworth (1998) - Graham Crockett
- The Big House (serial TV) (1998) - Narrator
- Knock Off (1998) - Harry Johanson
- Houdini (1998) (TV) - Blackburn
- That Championship Season (1999) (TV) - Antrenor (și regizor al filmului)
- Harlem Aria (1999) - Fabiano Grazzi
- Scriptfellas (1999) - Paulie
- Longshot (2000) - Laszlo Pryce
- Cheaters (2000) (TV) - Constantine Kiamos
- The Thin Blue Lie (2000) (TV) - Frank Rizzo
- The Amati Girls (2000) - Joe
- That's Life (serial TV) (2000–2002) - Frank DeLucca
- Perfume (2001) - Lorenzo Mancini
- See Spot Run (2001) - Sonny
- Plan B (2001) - Joe Maloni
- Streghe verso nord (Witches to the North) (2001) - Gallio
- Ciao America (2002) - Antonio Primavera
- Hey Arnold!: The Movie (2002) - Scheck (doar voce)
- The Cooler (2003) - Buddy Stafford
- Mafia Doctor (2003) - Nicola
- Mambo Italiano (2003) - Gino Barberini
- Mr. 3000 (2004) - Gus Panas
- Goodnight, Joseph Parker (2004) - Charlie
- Still Standing (serial TV) (2004–2006) - Al Miller
- Mr. Fix It (2006) - Wally
- Greetings From The Shore (2007) - Catch Turner
- Last Hour (2008) - Maitre Steinfeld
- Carnera - The Walking Mountain (2008) - Ledudal
- Repo! The Genetic Opera (2008) - Rotti Largo
- The Wild Stallion (2009) - TBA
- Santa Baby 2: Christmas Maybe (Fiica lui Moș Crăciun 2, 2009) - Moș Crăciun
- God Don't Make the Laws (2010) - TBA
- Kill the Irishman (2011) - Anthony Salerno
- Mineville (2011) - Jacob Laremy
- The Devil's Carnival (2012) - God
- Jersey Shore Shark Attack (2012)
- Imaginary Friend (2012)
- Divorce Invitation (2012)
- 4Closed (2013) - Bud

## Legături externe
Materiale media legate de Paul Sorvino la Wikimedia Commons
- Paul Sorvino la Internet Movie Database